# GRAND PLAZA前停留場
GRAND PLAZA前停留場（日语：／ Gurando-puraza-mae teiryūjō */?）是位於富山縣富山市西町，富山地方鐵道富山軌道線（富山都心線）的電車站。車站編號為C25。
此電車站的下一站是中町（西町北）停留場，乘客如需前往南富山站前站方向，需要該站下車，支付車費並且取領轉乘車票，然後於該站同站轉乘。而在中町（西町北）停留場未啟用前，指定轉乘站為此站，乘客在此站下車後步行往西町停留場轉乘電車前往南富山站前站方向。
雖然電車站鄰接總曲輪FERIO，但是電車站命名方式是提及地方及公共設施，因此電車站名稱選取了由富山市建設和擁有的全天候廣場「GRAND PLAZA」。

## 歷史
- 2009年（平成21年）12月23日 - 富山地方鐵道電車站啟用。

## 電車站構造
電車站是地面車站，建造在共用行車道上，設有1面1線的單式月台。月台設有上蓋，提供無障礙環境。

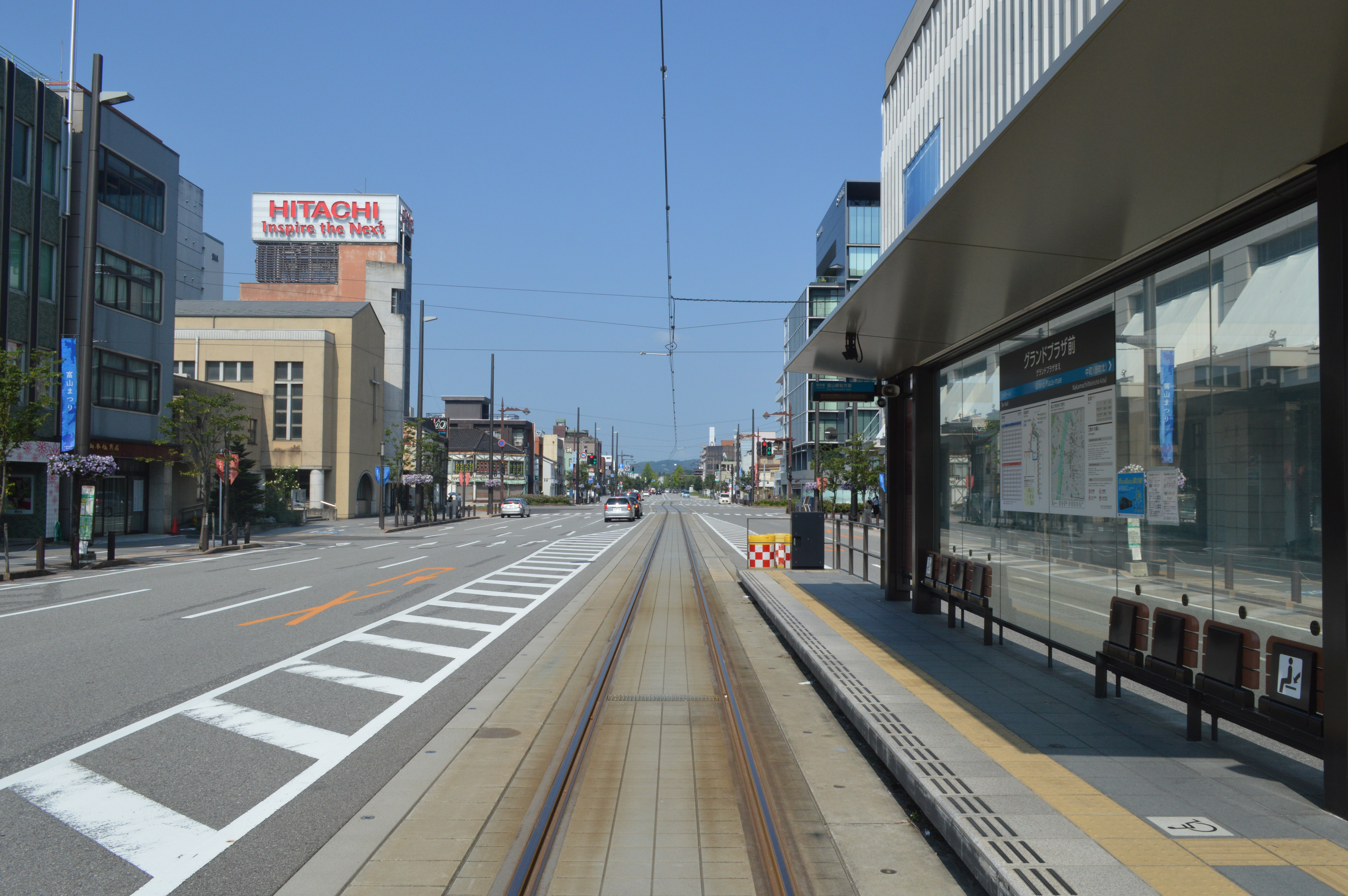
月台（2016年7月）

## 電車站周邊
- GRAND PLAZA（日语：グランドプラザ）
- 總曲輪FERIO（日语：総曲輪フェリオ）（大和（日语：大和 (百貨店)#富山大和）富山店）
- 總曲輪通商店街（日语：総曲輪）
- TOYAMA Glitter（日语：TOYAMAキラリ）
  - 富山市立圖書館（日语：富山市立図書館） 本館、富山市玻璃美術館、富山第一銀行（日语：富山第一銀行） 總店
- 日枝神社（日语：日枝神社 (富山市)）
- 本願寺富山西別院、東別院
- Youtown總曲輪（日语：ユウタウン総曲輪）（JMAX THEATER 富山、天然溫泉 富山 劔之湯 御宿 野乃）
- 森紀念秋水美術館（日语：森記念秋水美術館）

## 其他
在此電車站前後的道路上於1973年3月設有富山軌道線支線行走，當時在西邊約200米的越前町路口附近設有越前町站。

## 相鄰電車站
富山地方鐵道
富山軌道線（富山都心線）
大手購物中心（C24）→GRAND PLAZA前（C25）→（西町匯合處）→中町（西町北）（C09）

## 注腳
1. ↑  .   [2021年4月19日]. （原始内容存档于2021年3月5日） （日语）.
2. ↑  .   [2021-09-12]. （原始内容存档于2017-10-02）.
3. ↑  . 北日本新聞 (北日本新聞社). 2009-09-15 （日语）.
4. ↑  . 富山新聞 (北國新聞社). 2007-09-18 （日语）.
5. ↑  . 富山新聞 (北國新聞社). 2007-12-05 （日语）.

## 外部連結
- GRAND PLAZA前 市內電車 時間預定表PDF（日語） - 富山地方鐵道